# کمیته بین‌المللی ورزش ناشنوایان
کمیته بین‌المللی ورزش ناشنوایان (انگلیسی: Comité International des Sports des Sourds) یک سازمان بین‌المللی رویدادهای ورزشی است که المپیک ناشنوایان و مسابقات جهانی ورزشی ناشنوایان را برگزار می‌کند.